# Wolfgang Mörth
Wolfgang Mörth (* 29. August 1958 in Bregenz) ist ein österreichischer Schriftsteller.

## Leben
Wolfgang Mörth absolvierte die HTL für Elektrotechnik in Bregenz. Er arbeitete im Kulturbereich in Graz und später als Autor und Regisseur von Werbefilmen in Vorarlberg.
Seit 1991 ist er literarisch tätig. Im gleichen Jahr nahm er am Ingeborg-Bachmann-Wettbewerb in Klagenfurt teil. Mörth schreibt Theaterstücke, Erzählungen und Essays, macht Dokumentarfilme und ist Mitgründer und seit 2019 alleiniger Herausgeber der Literaturzeitschrift miromente. Seit 1991 regelmäßige Zusammenarbeit mit dem Musiker Peter Herbert. Er ist seit 2005 als Autor Mitglied der Theaterformation Aktionstheater Ensemble von Martin Gruber. Er ist Mitgründer des 2025 eröffneten Literaturhauses Vorarlberg in der Villa Franziska und Iwan Rosenthal in Hohenems.

## Auszeichnungen (Auswahl)
- 1993 Harder Literaturpreis
- 1994 Vorarlberger Literaturstipendium
- 1995 Max-von-der-Grün-Förderpreis
- 2014 Heidelberger Theaterpreis zusammen mit dem Aktionstheater-Ensemble

## Werke (Auswahl)
- Der gefesselte Strom. Dokumentarfilm 2003
- Mit Robert Polak: Locus Iste. Dokumentarfilm 2004
- Revue-Revue. Theatertext für das Aktionstheater-Ensemble Wien 2005
- Bregenz Lesebuch. (Mitherausgeber), unartproduktion, Dornbirn 2006
- Mit Robert Polak: Jodeln in Indien. Dokumentarfilm 2008
- Alpenrhein Lesebuch. (Herausgeber), unartproduktion, Dornbirn 2008
- Verschreibungspflichtig. (Herausgeber), unartproduktion, Dornbirn 2009
- welche krise? Theaterkonzept für das Aktionstheater-Ensemble Wien 2009
- Fröhliche Weihnachtel., (Herausgeber), unartproduktion, Dornbirn 2009
- Neid. Theatertext (im Rahmen der Produktion Die Sieben Todsünden zusammen mit Gabriele Bösch, Monika Helfer, Maximilian Lang, Michael Köhlmeier, André Pilz und Verena Rossbacher), UA, Theater Kosmos, Bregenz 2011
- Working Pure. Theatertext für das Aktionstheater-Ensemble, UA, Spielboden, Dornbirn 2011 (Wiederaufnahme im Palais Kabelwerk, Wien 2013)
- Salz Burg. Theatertext für das Aktionstheater-Ensemble, UA, Festspielhaus Bregenz 2012
- Lampedusa. Theatertext (Musik David Helbock), UA, Theater Kosmos, Bregenz 2012
- 3 Sekunden. Theatertext für das Aktionstheater-Ensemble, UA, Spielboden, Dornbirn 2013 (Heidelberger Theaterpreis 2014), (Wiederaufnahme im Werk X - Eldorado 2015)
- Angry Young Men. Theatertext für das Aktionstheater-Ensemble, UA, Spielboden, Dornbirn 2014, (Wiederaufnahme im Theater Nestroyhof - Hamakom, Wien 2015)
- Riot Dancer. Theatertext für das Aktionstheater-Ensemble zusammen mit Claudia Tondl, UA, Festspielhaus Bregenz 2015
- Urologie. Komödie, UA, Theater Kosmos Bregenz 2015
- Der Investor, Komödie, (Auftragswerk anlässlich des 150-jährigen Jubiläums des Theatervereins Bizau), UA, Bizau 2016[3]
- Jeder gegen jeden. Theatertext für das Aktionstheater-Ensemble, UA, Festspielhaus Bregenz im Rahmen des Bregenzer Frühlings 2016[4]
- Die Ermordung Bruno Kreiskys. Komödie, UA, Theater Kosmos Bregenz 2017[5]
- Die wunderbare Zerstörung des Mannes! Theatertext für das Aktionstheater-Ensemble (zusammen mit Elias Hirschl), UA, Theater Kosmos Bregenz im Rahmen des Bregenzer Frühlings 2018[6]
- Die Ermordung des Bruno Kreisky. Komödie, Neuinszenierung im Theater im Keller, Graz 2018[7]
- Bürgerliches Trauerspiel - Wann beginnt das Leben. Theatertext für das Aktionstheater-Ensemble, UA, Theater Kosmos Bregenz im Rahmen des Bregenzer Frühlings 2020[8]
- Alles normal. Ein Salon d'Amour Stück. Theatertext für das Aktionstheater-Ensemble, UA, Spielboden Dornbirn 2023[9][10]
- All about me. Kein Leben nach mir. Theatertext für das Aktionstheater-Ensemble, UA, Landestheater Vorarlberg 2024, (weitere Aufführungen u. a.: Theater am Werk. Kabelwerk Wien 2024; Heidelberger Stückmarkt, Zwinger 1 2025)[11][12]